# چکاوک شاخدار

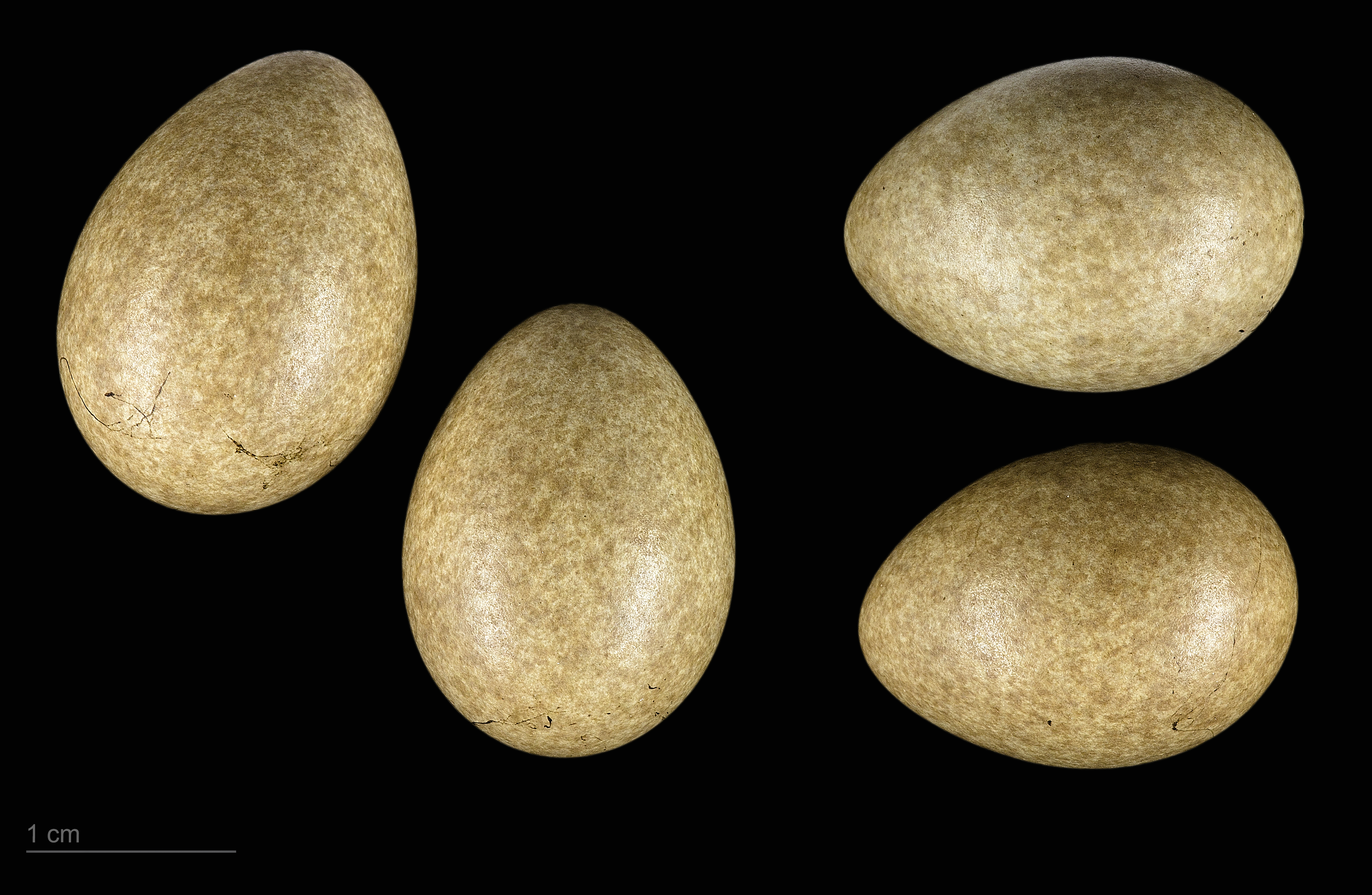
Eremophila alpestris flava

چکاوک شاخدار (نام علمی: Eremophila alpestris) پرنده‌ای از راستهٔ گنجشکسانان و از تیرهٔ چکاوکیان و به طول ۱۶ سانتیمتر، گونه‌ای با سر و پرهای تاج مانند است.